# Callistochiton portobelensis
Callistochiton portobelensis is een keverslakkensoort uit de familie van de Callistoplacidae. De wetenschappelijke naam van de soort is voor het eerst geldig gepubliceerd in 1976 door Ferreira.